# Exeter City FC
A Exeter City Football Club, rövidítve Exeter egy angol profi labdarúgócsapat, amely az angol negyedosztályban (League Two)-ban játszik. A klub tulajdonosa a Exeter City Supporters Trust.

## Klubtörténet
Az Exeter City FC csapatnak két elődje is volt, az Exeter United F.C. és a St Sidwell's United, akik szintén Exter székhelyű labdarúgó klubok voltak. 1986 óta hosszabb rövidebb időre a magyar Apostol László a klub tényleges menedzsere.

## Jelenlegi keret
| #  |     | Poszt | Név                   |
| -- | --- | ----- | --------------------- |
| 1  | ENG | K     | Lewis Ward            |
| 2  | ENG | V     | Jake Caprice          |
| 3  | ENG | KP    | Jack Sparkes          |
| 4  | FRA | KP    | Nigel Atangana        |
| 6  | NIR | V     | Rory McArdle          |
| 7  | ENG | KP    | Nicky Law             |
| 8  | WAL | KP    | Jake Taylor (captain) |
| 9  | ENG | CS    | Ben Seymour           |
| 10 | ENG | KP    | Archie Collins        |
| 11 | ENG | KP    | Randell Williams      |
| 12 | ENG | CS    | Ryan Bowman           |
| 14 | ENG | KP    | Joel Randall          |
| 15 | ENG | V     | Tom Parkes            |
| 17 | ENG | CS    | Matt Jay              |

| #  |     | Poszt | Név                                                |
| -- | --- | ----- | -------------------------------------------------- |
| 18 | ENG | CS    | Alex Fisher                                        |
| 19 | ENG | KP    | Sonny Cox                                          |
| 20 | ENG | V     | Lewis Page                                         |
| 23 | ENG | K     | Jonny Maxted                                       |
| 24 | ISL | K     | Jökull Andrésson (kölcsönben a Reading csapatától) |
| 25 | ENG | CS    | Nicky Ajose                                        |
| 26 | IRL | V     | Pierce Sweeney                                     |
| 29 | ENG | KP    | Harry Kite                                         |
| 30 | ENG | KP    | Joshua Key                                         |
| 32 | ENG | KP    | Nelson Iseguan                                     |
| 34 | ENG | V     | Alex Hartridge                                     |
| 36 | ENG | KP    | James Dodd                                         |
| 41 | ENG | KP    | Will Dean                                          |

Frissítve: 2020. október 27-én.

## Menedzserek
| Időszak   | Menedzser neve  | Időszak   | Menedzser neve | Időszak   | Menedzser neve   |
| --------- | --------------- | --------- | -------------- | --------- | ---------------- |
| 1908–1922 | Arthur Chadwick | 1962–1963 | Cyril Spiers   | 1991–1994 | Alan Ball        |
| 1923–1927 | Fred Mavin      | 1963–1965 | Jack Edwards   | 1994–1995 | Terry Cooper     |
| 1928–1929 | Dave Wilson     | 1965–1966 | Ellis Stuttard | 1995–2000 | Peter Fox        |
| 1929–1935 | Billy McDevitt  | 1966–1967 | Jack Basford   | 2000–2001 | Noel Blake       |
| 1935–1939 | Jack English    | 1967–1969 | Frank Broome   | 2001–2002 | John Cornforth   |
| 1945–1952 | George Roughton | 1969–1976 | Johnny Newman  | 2002–2003 | Neil McNab       |
| 1952–1953 | Norman Kirkman  | 1977–1979 | Bobby Saxton   | 2003–2003 | Gary Peters      |
| 1953–1953 | Tim Ward        | 1979–1983 | Brian Godfrey  | 2003–2004 | Eamonn Dolan     |
| 1953–1957 | Norman Dodgin   | 1983–1984 | Gerry Francis  | 2004–2006 | Alex Inglethorpe |
| 1957–1958 | Bill Thompson   | 1984–1985 | Jim Iley       | 2006–2018 | Paul Tisdale     |
| 1958–1960 | Frank Broome    | 1985–1987 | Colin Appleton | 2018–     | Matt Taylor      |
| 1960–1962 | Glen Wilson     | 1988–1991 | Terry Cooper   |           |                  |

## Sikerek
FA Kupa
- Negyeddöntő: 1930-31, 1980-81

Football League Harmadosztály (Észak)
- 2. helyezett: 1932-1933

Football League északi kupa
- Győztes: 1934

Football League Trophy
- Döntős: 1992-93, 1999-2000, 2010-11,

Football League Two/ Angol negyedosztály
- Győztes: 1989-90
- Második helyezett: 1976-77, 2008-2009,
- Rájátszás győztes: 1963-64

Conference (ötöd osztály)
- Play-off győztes: 2007-08
- Play-off döntős: 2006-2007

FA Trophy:
- Elődöntős: 2005-06

## Rekordok
Legnagyobb arányú győzelem
- 8-1 a Coventry City ellen 1926-ban
- 8-1 az Aldershot ellen 1935-ben (0-0 volt a félidő)

Legnagyobb arányú győzelem a FA kupában
- 14-0 a Weymouth ellen 1908-ban

Legnagyobb leszenvedett vereség a bajnokságban
- 0-9 a Notts Country ellen 1948-ban
- 0-9 a Northampton Twon ellen 1958-ban

Rekord hazai nézőszám
- 20.984 néző a FA Kupa harmadik forduló visszavágóján a Sunderland ellen 1931-ben

Legtöbb nézőszám idegenben
- 67.551 néző a Manchester United ellen a Fa Kupa harmadik fordulójában 2005-ben

## Riválisok
- Plymouth Argyle
- Torquay United